# Cratere Volkova
Volkova è un cratere sulla superficie di Venere. Deve il proprio nome ad Anna Fëdorovna Volkova (in russo Анна Фёдоровна Волкова?), chimica russa del XIX secolo.